# Queensland
Queensland är en delstat i Australien, dess huvudstad är Brisbane och invånarantalet uppgick 2016 till 4 703 193 invånare. Queensland kallas i Australien för ”the Sunshine State” och har på grund av sina många soltimmar avskaffat sommar- och vintertid. Detta resulterar i att boende i Queensland kan hamna i en annan tidszon om de åker över till granndelstaten New South Wales. Stora barriärrevet är ett eget territorium som ligger utanför Queensland medan Torressundöarna förvaltningsmässigt tillhör delstaten även om de har viss autonomi. Förutom Stora barriärrevet är Whitsundayöarna ett annat populärt turistmål.

## Geografi
Förutom huvudstaden Brisbane finns bland andra staden Gladstone i Queensland. Genom delstaten flyter Oueenslands längsta flod Flinders River som är 830 kilometer lång, rinner upp i Great Dividing Range och mynnar ut i innersta delen av Carpentariaviken.

## Etymologi
Staten är uppkallad efter drottning Victoria, som den 6 juni 1859 undertecknade en deklaration att skilja staten från New South Wales den 10 december samma år. På den tiden var Victoria en allmänt populär monark, och hon föredrog ett självbetitlat namn för den nya kolonin framför Cooksland, som hade föreslagits av den inflytelserike presbyterianske prästen John Dunmore Lang för att hedra den engelske sjöfararen James Cook.

## Historia
Historien om Queensland sträcker sig över tusentals år, år som omfattar både en lång inhemsk närvaro, liksom händelserika tider efter den europeiska bosättningen. I juni 2009 markerades 150-årsdagen av dess tillkomst som en separat koloni från New South Wales. Staten har bevittnat gränskrig mellan europeiska bosättare och ur-invånarna, liksom anställning av billig ”(kanaka labour)” arbetskraft från södra Stilla havet.
Området var från början en del av den brittiska kolonin New South Wales, men blev den 6 juni 1859 en egen koloni. 1901 förenades Storbritanniens australiska kolonier till staten Australiska statsförbundet. 
Queensland har en blodig aboriginsk historia då 10 000 infödda och 2 000 vita dog under koloniseringen av området. Öbor från Stilla havet kidnappades också och anställdes av vita bönder som kanakas. Detta olagliggjordes av Australiska statsförbundet år 1901 och cirka 7 500 öbor deporterades från Australien. 
Jordbruk, gruvnäring och turism är delstatens stora inkomstkällor. 
På 1890-talet började delstaten på grund av sina bananodlingar i de tropiska delarna kallas Bananaland ("Bananlandet") och invånarna Bananalanders ("Bananländare"), något som på 1970-talet förvrängdes till Banana-benders ("Bananböjare").

## Klimat
På grund av dess storlek finns betydande variationer i klimatet över hela staten. Låg nederbörd och varma somrar är typiska för de inre västra delarna, en våtare säsong i norr och varmare förhållanden längs kustremsan. I inlandet och i söder råder under vintrarna låga temperaturer. Klimatet på kustremsan påverkas av varmt havsvatten som skyddar området från extrema temperaturer och ger fukt för regn. Det finns fem dominerande klimatzoner i Queensland, baserade på temperatur och luftfuktighet:
| Typ av klimat                         | Vilken del av landet                              |
| ------------------------------------- | ------------------------------------------------- |
| Varm fuktig sommar                    | Långt norrut och i kustvatten.                    |
| Varm fuktig sommar                    | Vid kusten, förhöjda i inlandet och sydostkusten. |
| Varm torr sommar, mild vinter         | Centrala västra delen.                            |
| Varm torr sommar, kall vinter         | Sydvästra delen..                                 |
| Tempererat - varm sommar, kall vinter | Inre delen i sydost, till exempel Granite Belt.   |

De flesta av Queenslands invånare upplever två vädersäsonger: en "vinterperiod" med ganska höga temperaturer och minimal nederbörd och en varm, kvav och klibbig sommarperiod med hög nederbörd. Den högsta temperatur som uppmätts i delstaten är 49,5 °C vid Birdsville den 24 december 1972. 53,1 °C vid Cloncurry den 16 januari 1889. 
Den lägsta uppmätta temperaturen är -10,6 °C vid Stanthorpe den 23 juni 1961 och på The Hermitage den 12 juli 1965.